# Баронг (танец)
Баро́нг (индон. Barongan) — традиционный балийский костюмированный танец.
В центре танца — образ мифического существа Баронга, выступающего защитником деревни и символом добра, противостоящего демонической фигуре Рангды — воплощению зла и разрушения. Представление сопровождается живым музыкальным сопровождением гамелана, включает имитацию трансового состояния и исполняется в контексте как религиозных церемоний, так и сценических показов.

## Мифологический Баронг

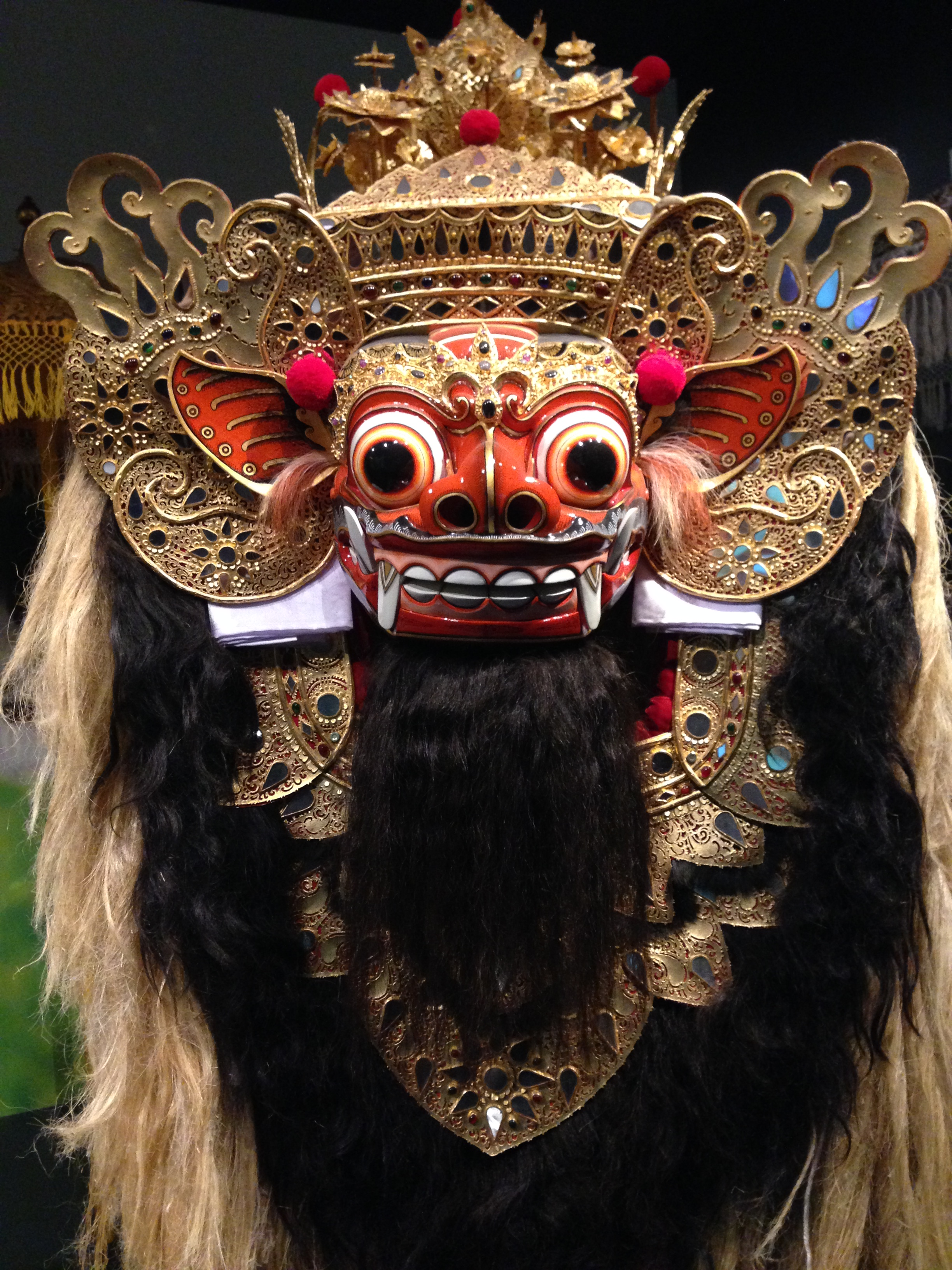
Экспонат, демонстрирующий традиционный вид Баронга. Музей Раутенштрауха-Йоста, Кёльн, Германия

Баронг — мифологический персонаж в традиционной культуре Бали и Явы, выступающий в качестве зооморфного духа-хранителя и защитника добра. Он может воплощаться в различных животных образах — слона, тигра, буйвола или собаки, однако наиболее узнаваемым и каноническим считается его образ в виде льва. В этом облике он играет ключевую роль в ритуальных представлениях и театральных постановках, часто имеющих религиозное индуистское направление.
Баронг традиционно ассоциируется с положительными силами, охраняющими деревни и общины от злых духов. Его антагонистом в мифологических сюжетах выступает демоническая ведьма Рангда, олицетворяющая разрушение, чуму и чёрную магию. Конфликт между Баронгом и Рангдой символизирует вечную борьбу между добром и злом, и воспроизводится в религиозных церемониях, включая знаменитый танец Баронг, исполняемый в рамках храмовых фестивалей и обрядов очищения.

## История
Баронг восходит к китайскому танцу льва, который появился в период династии Тан. Первоначально китайский львиный танец исполнялся как заменитель выступлений с живыми львами на ярмарках, а позднее приобрёл функции экзорцизма, сохранившиеся до настоящего времени. Присутствие подобного масочного представления в Индонезии засвидетельствовано уже на Яве и Бали до Второй мировой войны. 
С начала XX века Баронг стал вызывать интерес у западной аудитории благодаря связанным с ним ритуалам транса и самопрознания. Особую популярность он приобрёл в 1930-х годах, в том числе благодаря усилиям художника Вальтера Шписа, приглашавшего туристов на представления в деревнях региона Батубулан. Вскоре после окончания Второй мировой войны, в 1948 году, была создана адаптированная для туристов версия танца Баронг — сценическое представление продолжительностью около одного часа, не связанное с религиозными ритуалами. Оно базируется на сюжете из «Махабхараты», но сохраняет внешние элементы театра Калонаранг, включая образы Рангды и Баронга. Постановка исполняется с имитацией трансовых состояний, включая самопронзание, и ориентирована преимущественно на иностранную аудиторию.

## Танец
Танец начинается с ритмичного вступления ансамбля гамелан, задающего темп и атмосферу. Хореография исполняется на основе чётких ритмических рисунков и координации движений между двумя танцорами, управляющими телом Баронга. Мимика головы осуществляется с помощью подвижной нижней челюсти и движений глаз, приводимых в действие руками танцора. Это придаёт Баронгу выразительность и «живость».
В танце участвуют также масочные персонажи — воины, которых ведет в бой Баронг, демоны, выступающие под предводительством Рангды, и иногда некоторые другие. Их движения варьируются от замедленно-ритуальных до бурно-драматических. Хореография подчёркивает контрасты между лёгкостью, игривостью и напряжённой театральной экспрессией.